# Grupplösa i periodiska systemet
Grupplösa grundämnen i periodiska systemet (betecknas N/A) är grundämnen som inte tillhör någon av periodiska systemets grupper. Dessa omfattar lantanoiderna och aktinoiderna, som istället utgör ett eget block (f-blocket).
De teoretiska grundämnena 121–155 i förlängda periodiska systemet är också grupplösa.